# Eriogonum flavum
Eriogonum flavum är en slideväxtart som beskrevs av Nuttall. Eriogonum flavum ingår i släktet Eriogonum och familjen slideväxter.

## Underarter
Arten delas in i följande underarter:
- E. f. aquilinum
- E. f. piperi